# Laysan
Laysan je neobydlený ostrov v severní části Tichého oceánu, který patří k americkému státu Havaj. Nachází se 1500 km severozápadně od hlavního města Honolulu a 215 km jihovýchodně od nejbližšího ostrova Lisjanského, má rozlohu přes čtyři čtvereční kilometry. Je známý také pod havajským názvem Kauō (vejce), který dostal podle svého oválného tvaru. Je to plochý atol s maximální nadmořskou výškou necelých patnáct metrů, obklopený rozsáhlou mělčinou, na písčité půdě roste převážně vějířovka, povíjnice a ostrokvět. Centrální část ostrova zaujímá slané jezero o rozloze 0,4 km².
Prvním známým člověkem na Laysanu byl ruský kapitán Michail Nikolajevič Staňukovič na lodi Moller v roce 1828, i když ostrov byl pravděpodobně předtím navštěvován novoanglickými velrybáři i domorodými Havajci. V roce 1857 vyhlásilo Havajské království svoji svrchovanost nad Laysanem. Na přelomu devatenáctého a dvacátého století zde Američané pod vedením Maxe Schlemmera zvaného „král Laysanu“ těžili guáno, od roku 1915 je ostrov opět opuštěný.
Laysan je součástí mořské národní památky Papahānaumokuākea, zahrnující řetěz neobývaných sopečných ostrůvků v severozápadní části Havaje. Díky své izolované poloze je domovem endemických druhů, jako je kachna laysanská, albatros laysanský a šatovník laysanský, dále zde hnízdí fregatka obecná, faeton červenoocasý, albatros černonohý, buřňák boninský a nody obecný, na pobřeží ostrova žije kareta obrovská a tuleň havajský. Odhaduje se, že před příchodem člověka žilo na Laysanu až osm milionů ptáků, avšak koncem 19. století vedl ilegální lov provozovaný především Japonci a narušení ostrovního ekosystému zavlečenými králíky a morčaty k vymizení mnoha místních druhů ptáků (chřástal laysanský, šatovník Himatione fraithii, rákosník laysanský), hmyzu (zobonosec Hypena laysanensis, nosatec Oodemas laysanensis) i rostlin (pritchardie Pritchardia remota a santalovník Santalum ellipticum, ohrožené jsou také milička Eragostris variabilis a šáchor Cyperus pennatiformis). V roce 1909 vyhlásil prezident Theodore Roosevelt Laysan chráněným územím.